# Lliura líbia
La lliura líbia (en àrab جنيه ليبية, junayh lībiyya) va ser la moneda de Líbia entre 1951 i 1971. Es dividia en 100 piastres (قرش, qirx) o en 1.000 mil·lims (مليم, millīm).

## Història
Quan Líbia formava part de l'Imperi Otomà, es feia servir el qirx otomà. També es van encunyar algunes emissions locals fins al 1844. Més tard, quan Itàlia va envair el país el 1911, es va introduir la lira italiana.
El 1943 Líbia es va dividir en dos protectorats: en el protectorat francès es va utilitzar el franc algerià, mentre que en el protectorat britànic es va utilitzar la lira tripolitana, emesa per les autoritats militars britàniques.
El 1951 es va introduir la lliura líbia substituint el franc i la lira amb una taxa de canvi d'1 LYP equival a 480 lires, les quals són 980 francs. El 1971, la lliura va ser substituïda pel dinar libi a l'una.

## Monedes
El 1952 es van emetre les primeres monedes en denominacions d'1, 2 i 5 mil·lims, i 1 i 2 piastres. El 1965 es va encunyar una nova sèrie en denominacions d'1, 5, 10, 20 50 i 100 mil·lims. Aquestes monedes van seguir circulant després de 1971, ja que no es van encunyar noves monedes fins al 1975.
| Denominació  | Meissió | Metall   | Diàmetre (mm.) | Pes (gr.) | Anvers                           | Revers |
| ------------ | ------- | -------- | -------------- | --------- | -------------------------------- | --- |
| 1 Millime    | 1952    | Cu+Zn    | 18,00          | 3,00      | Idris I                          | «ONE MILLIÈME» - «مليم ١» - Corona - Fulles de palmera - Branques d'olivera - any d'encunyació              |
| 1 Millime    | 1965    | Cu+Ni+Zn | 16,00          | 1,70      | Escut d'armes - any d'encunyació | «ONE MILLIÈME» - «مليم ١» - Corona - Fulles de palmera - Branques d'olivera - any d'encunyació              |
| 2 Millimes   | 1952    | Cu+Zn    | 24,00          | 5,90      | Idris I                          | «TWO MILLIÈMES» - «٢ مليمان» - Corona - Fulles de palmera - Branques d'olivera - any d'encunyació           |
| 5 Millimes   | 1952    | Cu+Zn    | 28,00          | 10,00     | Idris I                          | «FIVE MILLIÈMES» - «٥ مليمات» - Corona - Fulles de palmera - Branques d'olivera - any d'encunyació          |
| 5 Millimes   | 1965    | Cu+Ni+Zn | 19,70          | 2,40      | Escut d'armes - any d'encunyació | «FIVE MILLIÈMES» - «٥ مليمات» - Corona - Fulles de palmera - Branques d'olivera - any d'encunyació          |
| 1 Piastra    | 1952    | Cu+Ni    | 20,00          | 3,00      | Idris I                          | «ONE PIASTRE» - «قرش ١» - Corona - Fulles de palmera - Branques d'olivera - any d'encunyació                |
| 10 Millimes  | 1965    | Cu+Ni    | 20,00          | 3,20      | Escut d'armes - any d'encunyació | «TEN MILLIÈMES» - «١٠ مليمات» - Corona - Fulles de palmera - Branques d'olivera - any d'encunyació          |
| 20 Millimes  | 1965    | Cu+Ni    | 24,10          | 6,10      | Escut d'armes - any d'encunyació | «TWENTY MILLIÈMES» - «٢٠ مليمات» - Corona - Fulles de palmera - Branques d'olivera - any d'encunyació       |
| 2 piastres   | 1952    | Cu+Ni    | 26,00          | 6,10      | Idris I                          | «TWO PIASTRES» - «٢ قرشان» - Corona - Fulles de palmera - Branques d'olivera - any d'encunyació             |
| 50 Millimes  | 1965    | Cu+Ni    | 26,00          | 7,00      | Escut d'armes - any d'encunyació | «FIFTY MILLIÈMES» - «٥٠ مليمات» - Corona - Fulles de palmera - Branques d'olivera - any d'encunyació        |
| 100 Millimes | 1965    | Cu+Ni    | 30,00          | 11,00     | Escut d'armes - any d'encunyació | «ONE HUNDRED MILLIÈMES» - «١٠٠ مليمات» - Corona - Fulles de palmera - Branques d'olivera - any d'encunyació |

## Bitllets
El 1951, el govern va emetre bitllets en denominacions de 5 i 10 piastres, i ¼, ½, 1, 5 i 10 lliures. El 1959 el Banc Nacional de Líbia va assumir les competències per emetre diners, i va introduir noves sèries de ½, 1, 5 i 10 lliures. El 1963, el nou Banc de Líbia va prendre el relleu i va introduir una nova sèrie de bitllets en les mateixes denominacions.